# Saltasauridae
I saltasauridi (Saltasauridae) sono una famiglia di dinosauri erbivori vissuta nel Cretaceo.

## Classificazione

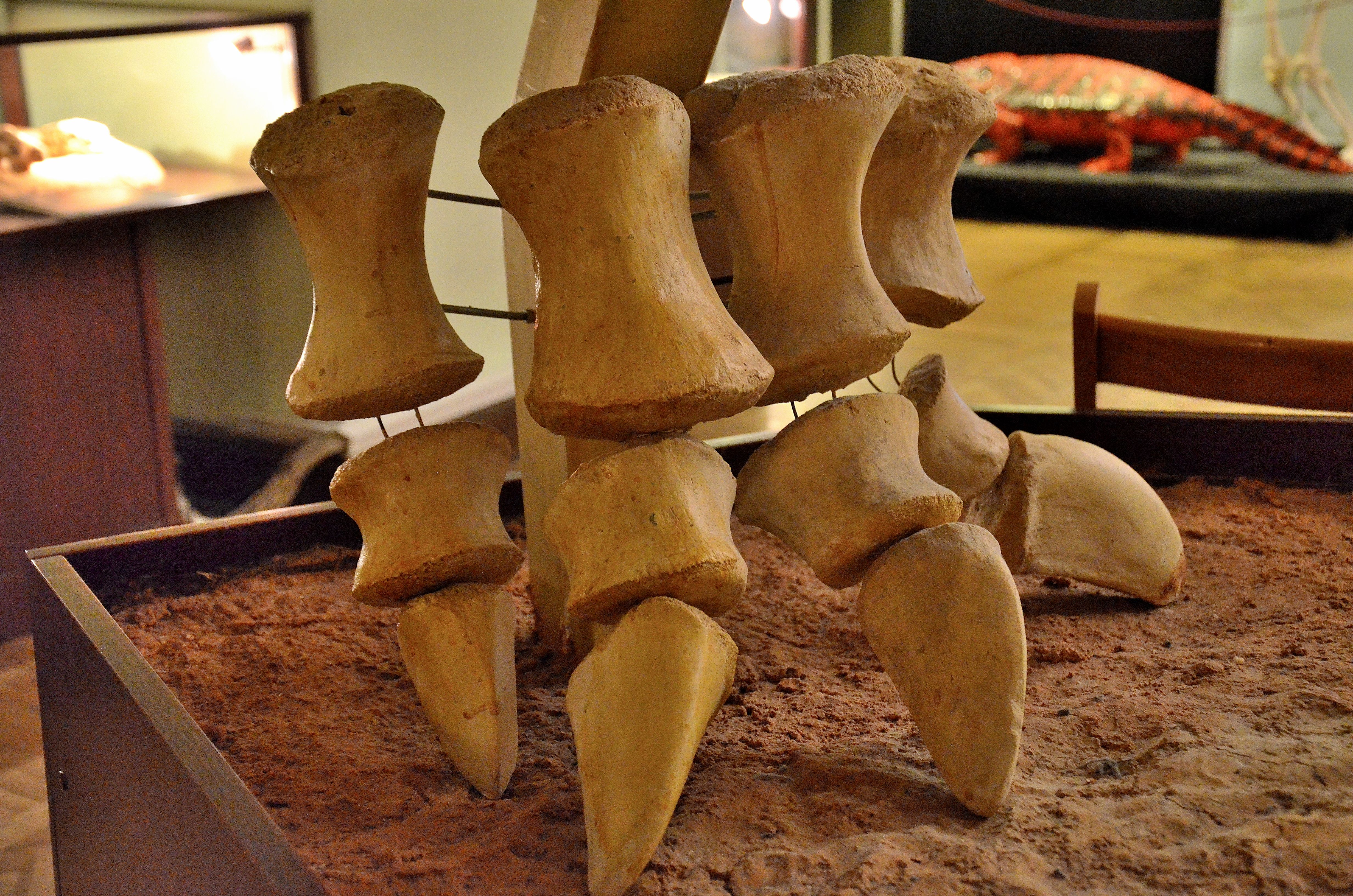
Dettaglio di zampa di Opisthocoelicaudia.

Il gruppo (di recente costituzione) comprende i più specializzati fra i sauropodi titanosauri, e anche gli ultimi ad apparire. In generale, i saltasauridi non comprendevano animali dalle dimensioni gigantesche, almeno per quel che riguarda lo standard dei sauropodi, e le dimensioni medie si aggiravano sui 15 metri , ma questa frase è da mettere in discussione perché sembra che in realtà Alamosaurus fosse un sauropode ben più grande di quel che sembra , in quanto pare che avesse avuto una taglia paragonabile a quella di Argentinosaurus. Fino a qualche anno fa, la famiglia era nota come titanosauridi (Titanosauridae), ma dal momento che il genere tipo (Titanosaurus) è risultato essere di dubbia identità, il termine usato correttamente ora deve essere Saltasauridae.
Alcuni misteriosi sauropodi cretacei sono spesso considerati appartenere a questa famiglia. Tra questi, il curioso Opisthocoelicaudia, da molti ritenuto un titanosauro, potrebbe essere stato un saltasauride particolare. Questo dinosauro, insieme ad altri simili, potrebbe aver fatto parte di una radiazione di titanosauri asiatici dalle caratteristiche peculiari. I nemegtosauridi, invece, un altro gruppo di sauropodi asiatici del tardo Cretaceo, sembrerebbero essere simili (e forse appartenenti) ai saltasauridi per caratteristiche del cranio. Questi dinosauri, noti solo per dei crani, potrebbero altresì essere parenti di Opisthocoelicaudia, il cui cranio non è noto. Un'altra forma ben conosciuta, Rapetosaurus del Madagascar, potrebbe essere un nemegtosauro, mentre il nordamericano Alamosaurus sembrerebbe essere un grande saltasauride primitivo.

## Descrizione
I saltasauridi, sostanzialmente, sono dinosauri quadrupedi con collo e coda lunghi (ma non lunghi come quelli dei diplodocidi), di corporatura robusta ma non mastodontica, dalle caratteristiche particolari. Evidentemente derivati da primitivi appartenenti ai Macronaria, questi dinosauri svilupparono un cranio molto simile a quello dei diplodocidi, ovvero lungo e basso, con denti a piolo. Fino a poco tempo fa, il ritrovamento di crani frammentari li aveva fatti scambiare per rappresentanti tardivi dei diplodocoidi. Caratteristiche dello scheletro, però, mostrano le loro reali affinità. Le zampe anteriori sono generalmente alte quanto le posteriori, o poco di meno, dando all'animale un profilo parallelo al terreno.
La specializzazione più vistosa di questi dinosauri riguarda una corazza che ricopriva gran parte del corpo, formata da tubercoli ossei di varie misure. Inizialmente queste strutture, 
non erano state riconosciute come appartenenti a dei sauropodi. La specie Titanosaurus australis, descritta nel 1893 da Lydekker, era basata su alcune ossa di vertebre e zampe ritrovate in Argentina, alle quali erano mischiate questi "scudi". L'opinione comune, però, era che questi tubercoli fossero appartenuti a un misterioso anchilosauro, poi descritto da von Huene nel 1929 come Loricosaurus scutatus. Nel frattempo, nel 1896 Deperet aveva descritto in Madagascar la specie Titanosaurus madagascariensis, e aveva ascritto a questa alcuni piccoli scudi ossei, ma a ciò non era stato dato molto credito. Queste strutture non vennero riconosciute unanimemente come appartenenti ai saltasauridi fino al 1980, quando un esemplare quasi completo di Saltasaurus loricatus venne ritrovato in Argentina e permise di risolvere il mistero.

## Classificazione
|  | Alamosaurus        |
|  |                    |
|  | Isisaurus          |
|  |                    |
|  | Opisthocoelicaudia |
|  |                    |

|  | Malawisaurus                                                   |
|  |                                                                |
|  | \| \| Nemegtosaurus \| \| \| \| \| \| Rapetosaurus \| \| \| \| |
|  |                                                                |
|  | Nemegtosaurus                                                  |
|  |                                                                |
|  | Rapetosaurus                                                   |
|  |                                                                |

|  | Nemegtosaurus |
|  |               |
|  | Rapetosaurus  |
|  |               |

|  | Malawisaurus                                                   |
|  |                                                                |
|  | \| \| Nemegtosaurus \| \| \| \| \| \| Rapetosaurus \| \| \| \| |
|  |                                                                |
|  | Nemegtosaurus                                                  |
|  |                                                                |
|  | Rapetosaurus                                                   |
|  |                                                                |

|  | Nemegtosaurus |
|  |               |
|  | Rapetosaurus  |
|  |               |

|  | Malawisaurus                                                   |
|  |                                                                |
|  | \| \| Nemegtosaurus \| \| \| \| \| \| Rapetosaurus \| \| \| \| |
|  |                                                                |
|  | Nemegtosaurus                                                  |
|  |                                                                |
|  | Rapetosaurus                                                   |
|  |                                                                |

|  | Nemegtosaurus |
|  |               |
|  | Rapetosaurus  |
|  |               |

|  | Malawisaurus                                                   |
|  |                                                                |
|  | \| \| Nemegtosaurus \| \| \| \| \| \| Rapetosaurus \| \| \| \| |
|  |                                                                |
|  | Nemegtosaurus                                                  |
|  |                                                                |
|  | Rapetosaurus                                                   |
|  |                                                                |

|  | Nemegtosaurus |
|  |               |
|  | Rapetosaurus  |
|  |               |

|  | Rocasaurus                                                    |
|  |                                                               |
|  | \| \| Neuquensaurus \| \| \| \| \| \| Saltasaurus \| \| \| \| |
|  |                                                               |
|  | Neuquensaurus                                                 |
|  |                                                               |
|  | Saltasaurus                                                   |
|  |                                                               |

|  | Neuquensaurus |
|  |               |
|  | Saltasaurus   |
|  |               |

|  | Malawisaurus                                                   |
|  |                                                                |
|  | \| \| Nemegtosaurus \| \| \| \| \| \| Rapetosaurus \| \| \| \| |
|  |                                                                |
|  | Nemegtosaurus                                                  |
|  |                                                                |
|  | Rapetosaurus                                                   |
|  |                                                                |

|  | Nemegtosaurus |
|  |               |
|  | Rapetosaurus  |
|  |               |

|  | Malawisaurus                                                   |
|  |                                                                |
|  | \| \| Nemegtosaurus \| \| \| \| \| \| Rapetosaurus \| \| \| \| |
|  |                                                                |
|  | Nemegtosaurus                                                  |
|  |                                                                |
|  | Rapetosaurus                                                   |
|  |                                                                |

|  | Nemegtosaurus |
|  |               |
|  | Rapetosaurus  |
|  |               |

|  | Malawisaurus                                                   |
|  |                                                                |
|  | \| \| Nemegtosaurus \| \| \| \| \| \| Rapetosaurus \| \| \| \| |
|  |                                                                |
|  | Nemegtosaurus                                                  |
|  |                                                                |
|  | Rapetosaurus                                                   |
|  |                                                                |

|  | Nemegtosaurus |
|  |               |
|  | Rapetosaurus  |
|  |               |

|  | Malawisaurus                                                   |
|  |                                                                |
|  | \| \| Nemegtosaurus \| \| \| \| \| \| Rapetosaurus \| \| \| \| |
|  |                                                                |
|  | Nemegtosaurus                                                  |
|  |                                                                |
|  | Rapetosaurus                                                   |
|  |                                                                |

|  | Nemegtosaurus |
|  |               |
|  | Rapetosaurus  |
|  |               |

|  | Rocasaurus                                                    |
|  |                                                               |
|  | \| \| Neuquensaurus \| \| \| \| \| \| Saltasaurus \| \| \| \| |
|  |                                                               |
|  | Neuquensaurus                                                 |
|  |                                                               |
|  | Saltasaurus                                                   |
|  |                                                               |

|  | Neuquensaurus |
|  |               |
|  | Saltasaurus   |
|  |               |

|  | Alamosaurus        |
|  |                    |
|  | Isisaurus          |
|  |                    |
|  | Opisthocoelicaudia |
|  |                    |

|  | Malawisaurus                                                   |
|  |                                                                |
|  | \| \| Nemegtosaurus \| \| \| \| \| \| Rapetosaurus \| \| \| \| |
|  |                                                                |
|  | Nemegtosaurus                                                  |
|  |                                                                |
|  | Rapetosaurus                                                   |
|  |                                                                |

|  | Nemegtosaurus |
|  |               |
|  | Rapetosaurus  |
|  |               |

|  | Malawisaurus                                                   |
|  |                                                                |
|  | \| \| Nemegtosaurus \| \| \| \| \| \| Rapetosaurus \| \| \| \| |
|  |                                                                |
|  | Nemegtosaurus                                                  |
|  |                                                                |
|  | Rapetosaurus                                                   |
|  |                                                                |

|  | Nemegtosaurus |
|  |               |
|  | Rapetosaurus  |
|  |               |

|  | Malawisaurus                                                   |
|  |                                                                |
|  | \| \| Nemegtosaurus \| \| \| \| \| \| Rapetosaurus \| \| \| \| |
|  |                                                                |
|  | Nemegtosaurus                                                  |
|  |                                                                |
|  | Rapetosaurus                                                   |
|  |                                                                |

|  | Nemegtosaurus |
|  |               |
|  | Rapetosaurus  |
|  |               |

|  | Malawisaurus                                                   |
|  |                                                                |
|  | \| \| Nemegtosaurus \| \| \| \| \| \| Rapetosaurus \| \| \| \| |
|  |                                                                |
|  | Nemegtosaurus                                                  |
|  |                                                                |
|  | Rapetosaurus                                                   |
|  |                                                                |

|  | Nemegtosaurus |
|  |               |
|  | Rapetosaurus  |
|  |               |

|  | Rocasaurus                                                    |
|  |                                                               |
|  | \| \| Neuquensaurus \| \| \| \| \| \| Saltasaurus \| \| \| \| |
|  |                                                               |
|  | Neuquensaurus                                                 |
|  |                                                               |
|  | Saltasaurus                                                   |
|  |                                                               |

|  | Neuquensaurus |
|  |               |
|  | Saltasaurus   |
|  |               |

|  | Malawisaurus                                                   |
|  |                                                                |
|  | \| \| Nemegtosaurus \| \| \| \| \| \| Rapetosaurus \| \| \| \| |
|  |                                                                |
|  | Nemegtosaurus                                                  |
|  |                                                                |
|  | Rapetosaurus                                                   |
|  |                                                                |

|  | Nemegtosaurus |
|  |               |
|  | Rapetosaurus  |
|  |               |

|  | Malawisaurus                                                   |
|  |                                                                |
|  | \| \| Nemegtosaurus \| \| \| \| \| \| Rapetosaurus \| \| \| \| |
|  |                                                                |
|  | Nemegtosaurus                                                  |
|  |                                                                |
|  | Rapetosaurus                                                   |
|  |                                                                |

|  | Nemegtosaurus |
|  |               |
|  | Rapetosaurus  |
|  |               |

|  | Malawisaurus                                                   |
|  |                                                                |
|  | \| \| Nemegtosaurus \| \| \| \| \| \| Rapetosaurus \| \| \| \| |
|  |                                                                |
|  | Nemegtosaurus                                                  |
|  |                                                                |
|  | Rapetosaurus                                                   |
|  |                                                                |

|  | Nemegtosaurus |
|  |               |
|  | Rapetosaurus  |
|  |               |

|  | Malawisaurus                                                   |
|  |                                                                |
|  | \| \| Nemegtosaurus \| \| \| \| \| \| Rapetosaurus \| \| \| \| |
|  |                                                                |
|  | Nemegtosaurus                                                  |
|  |                                                                |
|  | Rapetosaurus                                                   |
|  |                                                                |

|  | Nemegtosaurus |
|  |               |
|  | Rapetosaurus  |
|  |               |

|  | Rocasaurus                                                    |
|  |                                                               |
|  | \| \| Neuquensaurus \| \| \| \| \| \| Saltasaurus \| \| \| \| |
|  |                                                               |
|  | Neuquensaurus                                                 |
|  |                                                               |
|  | Saltasaurus                                                   |
|  |                                                               |

|  | Neuquensaurus |
|  |               |
|  | Saltasaurus   |
|  |               |